# قائمة الشركات اللبنانية

الموقع الجغرافي للبنان في جنوب المتوسط شرق المتوسط على المستديرة الأرضية.(كوكب الأرض)

قائمة الشركات اللبنانية قائمة تضم شركات لبنانية مرتبة في هذه الصفحة ترتيبا أبجديا.
تشمل هذه القائمة الشركات البارزة التي يوجد مقرها الرئيسي في البلاد اللبنانية. تتبع لتنظيم قطاع الصناعة والخدمات تحت القانون اللبناني المنظم لإنشاء الشركات والمقاولات.
القائمة يمكن أن تضم حتى الشركات السابقة التي توقفت عن نشاطها وتم اعتبارها مقفلة ومنتهية الصلاحية.

## لمحة موجزة
لبنان دولة ذات سيادة في غرب آسيا. تحدها سوريا من الشمال والشرق وفلسطين من الجنوب، في حين تقع قبرص غربًا عبر البحر الأبيض المتوسط. يتبع الاقتصاد اللبناني نموذج «سياسة اقتصاد عدم التدخل» من تعبير Laissez-faire- 
وتعني حرفيا «دعه يعمل دعه يمر»، هذا نهج وموقع الدولة ازاء الاقتصاد الوطني، وهو مصطلح يشير إلى ترك الحكومة التجارة دون التدخل فيها، وهو مبدأ رأسمالي تدعمه الليبرالية الاقتصادية حيث ترفض التدخل الحكومي في السوق.
معظم الاقتصاد اللبناني مدوّل بالدولار، وليس هناك قيود على حركة رأس المال عبر حدودها. وتدخل الحكومة اللبنانية في التجارة الخارجية محدود جدا.

## القائمة حسب الترتيب الأبجدي
- أ

1. الزين القابضة
2. أرابيكا
3. أو تي في (لبنان)
4. إم تي في اللبنانية
5. إيمدج برودكشن هاوس
6. المؤسسة اللبنانية للإرسال
7. الحبيبة للألبسة الشرعية

- ب

1. باتشي (شوكولاتة)
2. بورصة بيروت

- ت

1. تلفزيون المستقبل

- خ

1. خطيب وعلمي

- د

1. دابليو موتورز
2. دار الهندسة (بيروت)

- ر

1. راكتي للإنتاج والتوزيع الفني
2. ريلاكس إن

- س

1. سوبر إم للإنتاج
2. سوليدير

- ش

1. شركة باك
2. شركة فرعون القابضة

- ص

1. صباح بيكتشرز

- ق

1. قناة إن بي إن
2. قناة الجديد

- ك

1. كازينو لبنان

- م

1. مركز بيروت الدولي للإنتاج
2. ميوزيك ماستر

- ن

1. نغم (قناة)
2. نيل وفرات.كوم

## معرض صور

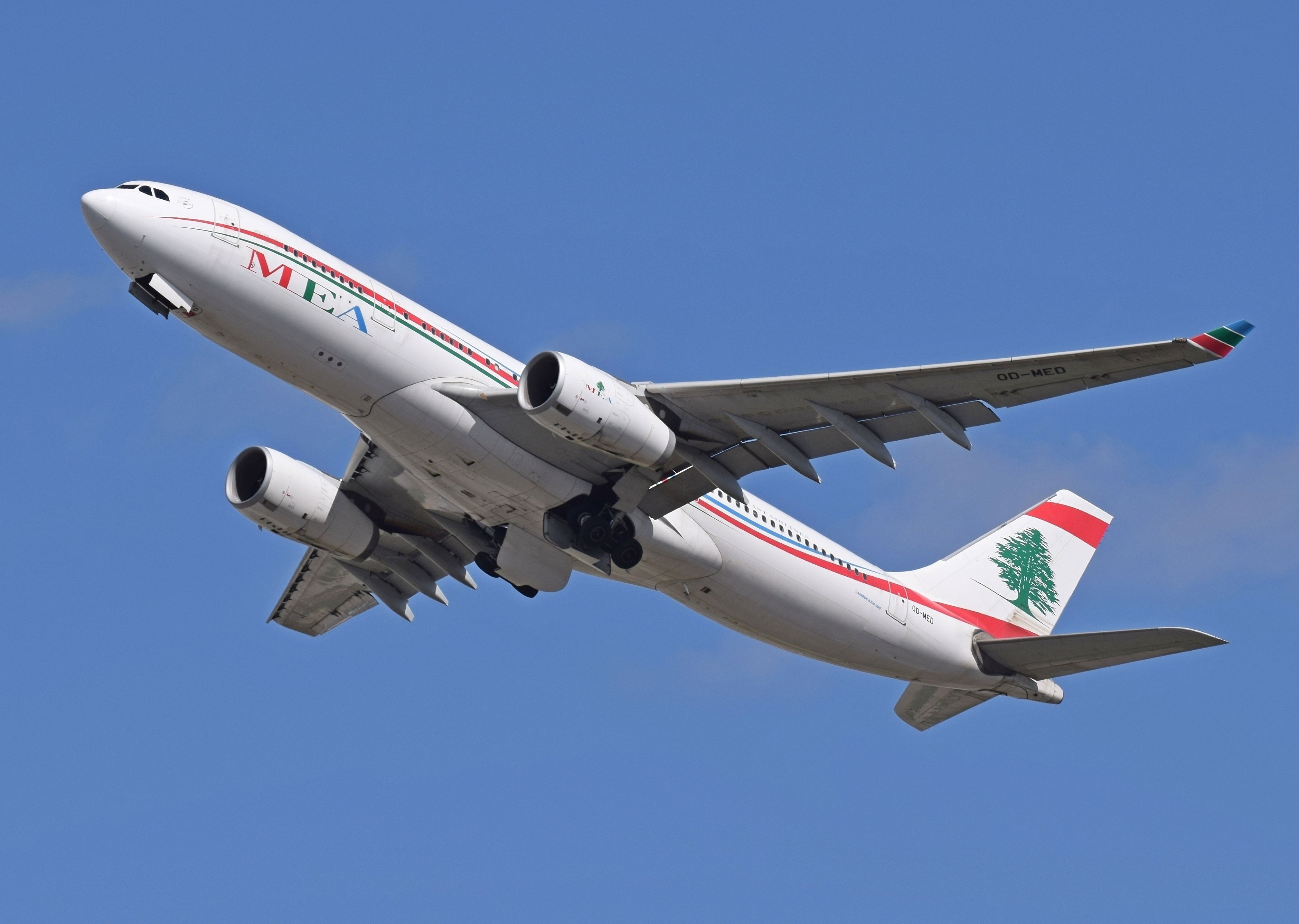
A شركة طيران الشرق الأوسط.
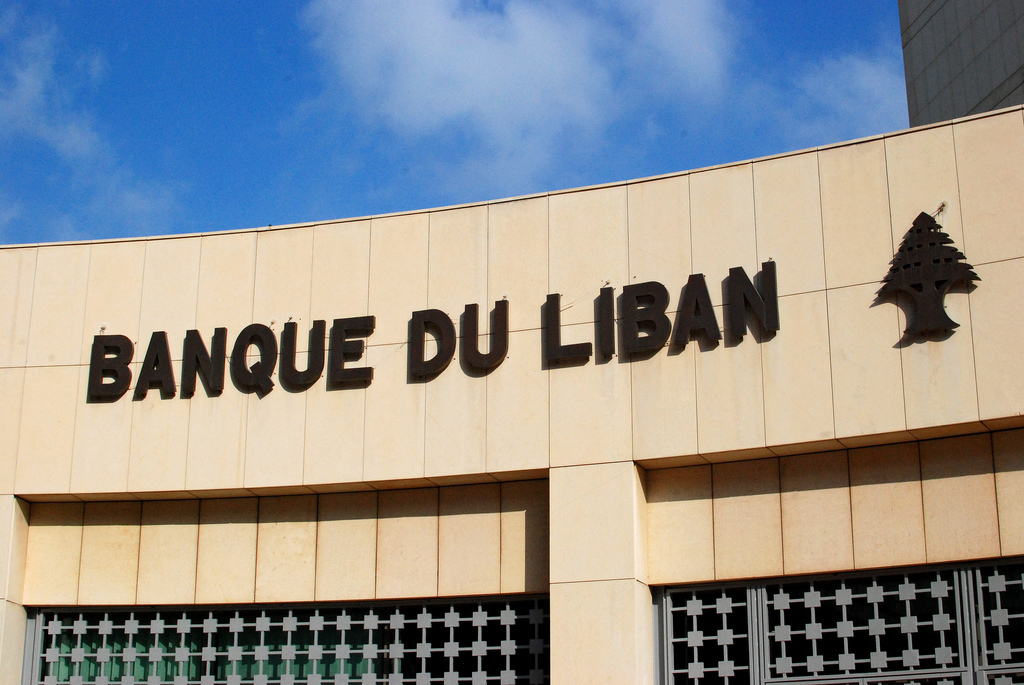
مصرف لبنان.

## طالع مقالات ملحقة (متعلقة بموضوع المقالة
- اقتصاد لبنان
- قائمة الشركات المدرجة في بورصة بيروت